# Мъгленик
Мъгленик (до 29 юни 1942 г. Думанлъдаг, на гръцки: Σίλο, Сило) е планински рид в югоизточната част на Източните Родопи, на територията на България (около 40%) в области Кърджали и Хасково и Северна Гърция (около 60%).
Ридът се простира от запад на изток на 65 км, а максималната му ширина в средата достига до 35 км. На запад чрез седловината Маказа (690 м) се свързва с рида Гюмюрджински снежник, а на изток последните му възвишения завършват при устието на Бяла река в Луда река при село Сив кладенец. На север ридовете му се спускат до Крумовградската котловина и долините на реките Кесебир (Вировица) и Бяла река, която го отделят съответно от ридовете Стръмни рид и Сърта, а чрез ниска седловина в района на село Чернооки се свързва с рида Ирантепе. На югозапад, на гръцка територия склоновете му се спускат стръмно към Гюмюрджинската (Комотинска) низина, а на югоизток се свързва с планината Пеперуда, която също е част от Източните Родопи. Почти по цялото било на рида преминава участък от държавната ни граница с Република Гърция, между гранични пирамиди с №№ от 31 до 177.
Билото му е тясно и навълнено, като в централната част се издига до 1000 – 1200 м, а на запад и изток се понижава до 600 и 400 м. Най-високата точка е връх Коджаеле (Ветрен, 1266,8 м), разположен точно на граничната бразда при гранична пирамида № 152, на около 5 км югозападно от село Горни Юруци. Склоновете му са дълбоко разчленени от притоците на реките Крумовица и Бяла, а на юг в Гърция – от притоците на Търнава (Филюри) и Луда река. Изграден е от гранито-гнайси, шисти, серпентинити и по-малко от палеогенски седименти и вулканити. има находища на азбест. От рида водят началото си реките Крумовица и десният ѝ приток Кесебир (Вировица), Луда река и левият ѝ приток Бяла река (всички от басейна на Марица) и река Търнава (Филюри), вливаща се в Егейско море, заедно с множество леви и десни притоци. Голяма част от рида е покрит с вековни широколистни гори.
По северните му склонове в България са разположени около тридесетина села в общините Крумовград, Кирково и Ивайловград, а на гръцка територия селата са по-малко и по-нарядко и са около 10 – 15.

## Топографска карта
- Лист от карта K-35-87. Мащаб: 1 : 100 000.
- Лист от карта K-35-88. Мащаб: 1 : 100 000.
- Лист от карта K-35-89. Мащаб: 1 : 100 000.
- Лист от карта K-35-99. Мащаб: 1 : 100 000.
- Лист от карта K-35-100. Мащаб: 1 : 100 000.